# 박철호 (1960년)
박철호(1960년 4월 22일 ~ )는 대한민국의 배우이다.

## 출연작

### 드라마
- 《임꺽정》 (1996년, SBS)
- 《욕망의 바다》(1997년, KBS2)
- 《왕과 비》(1999년, KBS1) - 허종 역
- 《태조 왕건》(2000년, KBS1) - 지훤 역
- 《동양극장》(2001년, KBS2) - 심영 역
- 《새엄마》(2001년, KBS1) - 명성건설 대표이사 사장 장성환 역
- 《명성황후》(2001년, KBS2) - 김병국 역
- 《태양인 이제마》(2002년, KBS2) - 이반오 역
- 《첨성대의 달》(2002년, KBS2) - 현식 역
- 《무인시대》(2003년, KBS1) - 박존위 역
- 《불멸의 이순신》(2004년, KBS) - 이정 역
- 《해신》(2004년, KBS) - 김양순 역
- 《명동백작》(2004년, EBS1) - 이봉구 역
- 《고향역》(2005년, KBS1) - 박간판 역
- 《소나기》(2005년, KBS2)
- 《지금도 마로니에는》(2006년, EBS1) - 이봉구 역
- 《서울 1945》(2006년, KBS1) - 김일성 역
- 《산 너머 남촌에는》(2007년, KBS1) - 길수 역
- 《천추태후》(2009년, KBS2) - 김훈 역
- 《공부의 신》(2010년, KBS2) - 홍충식 역
- 《전우》(2010년, KBS1) - 신흥 제3수용소장 역
- 《근초고왕》(2010년~2011년, KBS1) - 고치수 역
- 《공주의 남자》(2011년, KBS2)
- 《브레인》(2011년, KBS2) - 박인범 역
- 《당신뿐이야》(2011년, KBS1) - 조한건설 대표이사 사장 조상태 역
- 《대왕의 꿈》(2012년, KBS1) - 백제 무왕 역
- 《내 딸 서영이》(2012년, KBS2) - 유만호 역
- 《징비록》(2015년, KBS1) - 김성일 역
- 《착하지 않은 여자들》(2015년, KBS2)
- 《가족을 지켜라》(2015년, KBS1) - 정호재 역
- 《여자의 비밀》(2016년, KBS2) - 강경익 역
- 《내 남자의 비밀》(2017년, KBS2) - 진국현 역
- 《같이 살래요》(2018년, KBS2) - 마동호 역
- 《본 어게인》(2020년, KBS2) - 정성은 역
- 《사랑의 꽈배기》(2021년, KBS2) - 박기태 역 (특별출연)
- 《내 눈에 콩깍지》(2022년, KBS1) - 김창일 역
- 《디 엠파이어 : 법의 제국》(2022년, JTBC》- 윤 국장 역

### 영화
- 《절대사랑》
- 《301 302》
- 《텔 미 썸딩》
- 《황진이》
- 《알라딘》 - 쟈파 노래 역
- 《이집트 왕자》 - 이드로 역 (목소리)

### 연극
- 《하늘에서 땅에서》
- 《애니깽》
- 《뜬쇠》
- 2005년 《팔도강산》 ... 큰아들 이일남 역

### 뮤지컬
- 《드라큘라》
- 《바리 - 잊혀진 짱에서》

### 방송
- 《가족오락관》(1996년 1월 17일 수요일)(KBS2)
- 《아침마당 - 목요초대석》(2002년 8월 1일 목요일) (KBS2)
- 《TV는 사랑을 싣고》(2002년 8월 11일 일요일) (KBS2)
- 《가족오락관》(2002년 8월 31일 토요일/2003년 5월 10일 토요일) (KBS1)

## 유행어
- 《무인시대》: 분수대 로 앞으로 !!

## 수상 경력
- 제1회 한국뮤지컬협회 연기상
- 제1회 한국뮤지컬협회 남우주연상
- 서울시립가무단 수석단원